# 呼出
呼出（exhalation、expiration）是指動物進行呼吸時，空氣或其他物質經由氣管離開肺泡的運動。主要是由橫膈膜的收縮與舒張來控制。
当呼出空气时，横隔膜会呈拱形，肺里的空气体积会减少，气压则会增加。

## 外部連接
- 醫學主題詞表（MeSH）：Exhalation
- MCG生理学 4/4ch2/s4ch2_14